# Dicranota diprion
Dicranota (Rhaphidolabis) diprion là một loài ruồi trong họ Pediciidae. Chúng phân bố ở vùng Indomalaya.